# 무궁화체육단
무궁화체육단(國軍體國軍體, Korean National Polic Sports Club 약칭: KNP Sports Club)은 대한민국 경찰의 체육단이다.

## 역사
1983년 8월 육상·유도·사격부 창단과 함께 체육단이 시작되었다.  1996년 경찰 축구단이 창단되었다.

## 구성
경찰대학 소속으로 현재 아산 무궁화 축구단과 육상단으로 구성되어 있다.

## 특징
무궁화체육단에 소속된 운동 선수들은 운동 선수와 경찰이라는 두가지 직업에 종사하며 병역법에 준하는 과정을 거쳐 입대하기 때문에 200cm 이상의 장신 또는 150kg 이상의 거구는 존재하지 않는다. 

## 같이 보기
- 아산 무궁화 축구단